# Gołubiew-Gletscher
Der Gołubiew-Gletscher (polnisch Lodowiec Golubiewa) ist ein Gletscher in den Arctowski Mountains auf King George Island im Archipel der Südlichen Shetlandinseln. Er fließt zwischen dem Rose Peak und dem Dobrowolski Peak zum Polonia-Piedmont-Gletscher.
Polnische Wissenschaftler benannten ihn 1981 nach dem polnischen Schriftsteller Antoni Gołubiew (1907–1979).